# Issamoulenc

Issamoulenc este o comună în departamentul Ardèche din sud-estul Franței. În 1 ianuarie 2022 avea o populație de 105 de locuitori.